# Júnia Fadil·la
Júnia Fadil·la (en llatí Junia Fadilla) va ser la promesa de Màxim Cèsar, hereu i associat a l'imperi pel seu pare Maximí el Traci. Era descendent, segons Juli Capitolí, de Marc Aureli o d'Antoní Pius.